# Жертва фанатизму
«Жертва фанатизму» — одна з найвідоміших картин українського художника-передвижника Миколи Пимоненка, написана у 1899.

## Історія створення
Цей соціальний твір було створено художником після того, як він прочитав в газеті про побиття членами юдейської громади дівчини, яка покохала коваля-українця і перейшла в християнство. Схвильований цією заміткою, художник перед написанням картини відвідав містечко Кременець на Волині, де зробив багато ескізів з натури. Місцева громада була вороже налаштована до Пимоненка і погрозами веліла забиратися з міста. Однак, Микола Корнилович дістав дозвіл у начальника поліції, котрий вів цю справу, за що пообіцяв йому написати картину (згідно з книгою , через цю подію в'їзд до міста було обмежено, кожен, хто прибував, на залізничному вокзалі мав показати військовому патрулю дозвіл. Пимоненко оминув патруль, зустрів місцевого мешканця, який показав місце події. Невдовзі Пимоненка було затримано військовим патрулем та доправлено до коменданта. Той заарештував картину, заявивши, що Пимоненко має отримати дозвіл на перебування в місті, відтак і на малювання, у штабі Київського військового округу. Повернувшись до Києва, Пимоненко отримав особисто у Михайла Драгомирова дозвіл та вже легально повернувся у Кременець та продовжив роботу над картиною. Драгомирову ж він пообіцяв написати його портрет, а також зобразити, як козаки збираються в похід. Цією картиною стало полотно з назвою «В похід» («Проводи козаків»), що нині зберігається в Національному художньому музеї України).

## Сюжет картини
Молода дівчина в розірваній сорочці, рятуючись від розлюченого натовпу, притулилася до огорожі, на її шиї видно хрест. Прямо навпроти неї, трясучи кулаками, стоїть чоловік в юдейському ритуальному одязі. Решта жителів містечка одягнені буденно. Багато з них озброїлися палицями, парасольками і рогачами. Батьки дівчини знаходяться трохи осторонь: мати ридає, відвернувшись від дочки, а батько підняв праву руку на знак зречення від неї.

## Технічні деталі
Картина виконана олійними фарбами на полотні. Тепер виставлена в  Харківському художньому музеї.

## Повторення сюжету
Відомі ще дві картини — авторські копії, трохи меншого розміру, що знаходяться у Національному художньому музеї України (полотно, олія, 89×120 см) та Дніпровському художньому музеї (полотно, олія, 113×144 см).